# Mimectatina variegata
Mimectatina variegata là một loài bọ cánh cứng trong họ Cerambycidae.